# Paranebaliidae
Paranebaliidae is een familie van kreeftachtigen uit de klasse van de Malacostraca (hogere kreeftachtigen).

## Geslachten
- Levinebalia Walker-Smith, 2000
- Paranebalia Claus, 1880
- Saronebalia Haney & Martin, 2004